# 織田信守
織田 信守（おだ のぶもり）は、江戸時代後期の大名。丹波国柏原藩の第5代藩主。通称は瀬之助、大学。官位は従五位下山城守。高長系織田家8代。

## 生涯
安永元年（1772年）、第4代藩主・織田信憑の長男として誕生する。初名は長考。
享和元年（1801年）6月14日、父・信憑の嫡子となる。当初、信憑は信応（養父・信旧の3男）を養嗣子としていたものの、この年に死去したためである。同年10月1日、第11代将軍・徳川家斉に御目見する。文化12年（1815年）12月28日、従五位下・山城守に叙任する。父信憑の官位昇進に伴い、世子の地位にありながら叙任しており、特別な待遇であったといえる。
その後、信守は信応の遺児・信古の廃嫡を狙い「秘命騒動」を起こす。先々代藩主・信旧は後継者に恵まれず、分家から信憑を養子に迎えたものの、その後に実子信応が生まれた。成長した信応は先代信憑の養嗣子になったものの、藩主に就任する前に病没した。つまり、信応の遺児・信古は柏原藩織田家の正統な後継者といえた。しかし、信守は信古を養嗣子に迎えず、実子を後継者にしようと企んだのである。信古は病気のため嫡子にはできないとして、退隠をさせようとしたようである。文政4年（1821年）3月以降、たびたび信古の出府を延期させており、この頃の出来事と考えられる。結果的には文政6年（1823年）、家臣・九里政敬らの強い反発を受け、信古を婿養子に迎えた。
文政10年（1827年）10月10日、家督を相続する。同12年（1829年）11月18日に隠居し、信古に家督を譲る。信守の暴政に耐えられなくなった家臣団が幕府に藩主の交代を訴え、隠居させられたとも言われる。隠居後、その側室保野による「保野騒動」が起こる。天保10年（1839年）8月16日、信守は家臣に側室保野を柏原に連れてくるように厳命し、一方で側室保野に柏原に来ないように連絡をするなどして、家中を混乱させる原因を作ったことから、遠慮を命じられた。
天保11年（1840年）5月10日、江戸において死去、享年69。広徳寺に葬られる。

## 系譜
正室はなし。子女は7男5女。養子2人（1男1女）。次男以下は津田姓を称し、柏原藩士となる。
- 父：織田信憑（1741-1832）
- 母：不詳
- 正室：なし
- 側室：保野
- 室：田中氏
  - 長男：織田信貞（1803-1847）
- 生母不明の子女
  - 次男：津田長敦
  - 長女：安子 - 織田信古正室
  - 四女：九磨 - 織田信存養女、井上帯刀室
- 養子
  - 男子：織田信古（1794-1847） - 織田信応の長男
  - 女子：通実 - 織田信存の娘、松平健吉室